# Leonardo Samuel Acosta
Leonardo Samuel Acosta (Paraná, Provincia de Entre Ríos, Argentina, 17 de abril de 1989) es un exfutbolista argentino. Jugaba de delantero y su último equipo fue Atlético Paraná del Torneo Federal A. Actualmente es el presidente del Club Universitario Paraná.

## Trayectoria
Comienza su vida futbolística en el Club Universitario de Paraná con tan solo 5 años de edad. Se inició en el fútbol en el Club Atlético Paraná, donde debutó en el año 2010. En esa temporada jugando en el Torneo del Interior, el club logra ascender al Torneo Argentino B. En el año 2011 es transferido a Patronato de Paraná para jugar en la Primera B Nacional. En la fecha 37 de la Primera B Nacional 2011/12 marca un gol de cabeza ante River, siendo un gol histórico para el club, ya que significaría el primer triunfo de Patronato ante el conjunto millonario en el profesionalismo.
En 2016 fichó para San Martín de Tucumán de la Primera B Nacional.

## Clubes
| Club                  | País      | Año       |
| --------------------- | --------- | --------- |
| Atlético Paraná       | Argentina | 2010-2011 |
| Patronato             | Argentina | 2011-2016 |
| San Martín de Tucumán | Argentina | 2016-2017 |
| Almagro               | Argentina | 2017-2019 |
| Atlético Rafaela      | Argentina | 2019-2020 |
| Brown de Adrogué      | Argentina | 2020-2021 |
| Atlético Paraná       | Argentina | 2022-2023 |

## Palmarés
| Título                        | Club            | País      | Año  |
| ----------------------------- | --------------- | --------- | ---- |
| Ascenso al Argentino B        | Atlético Paraná | Argentina | 2010 |
| Ascenso a la Primera División | Patronato       | Argentina | 2015 |